# Welsh International 1930
Die Welsh International 1930 fanden in Llandudno statt. Es war die vierte Auflage dieser internationalen Meisterschaften von Wales im Badminton.

## Finalresultate
| Disziplin    | Sieger                     | Finalist                      | Ergebnis     |
| ------------ | -------------------------- | ----------------------------- | ------------ |
| Herreneinzel | T. P. Dick                 | W. Basil Jones                | 15–6, 15–11  |
| Dameneinzel  | Dorothy Colpoys            | Margaret Tragett              | 11–8, 11–1   |
| Herrendoppel | T. P. Dick W. Basil Jones  | A. K. Stevenson J. J. McGarry | 18–15, 15–10 |
| Damendoppel  | Marian Horsley L. W. Myers | Coster N. M. Conroy           | 15–11, 15–7  |
| Mixed        | T. P. Dick Hazel Hogarth   | F. L. Treasure Cathcart Jones | 15–11, 15–9  |